# Santos Degollado

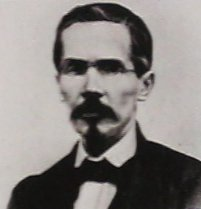
Santos Degollado

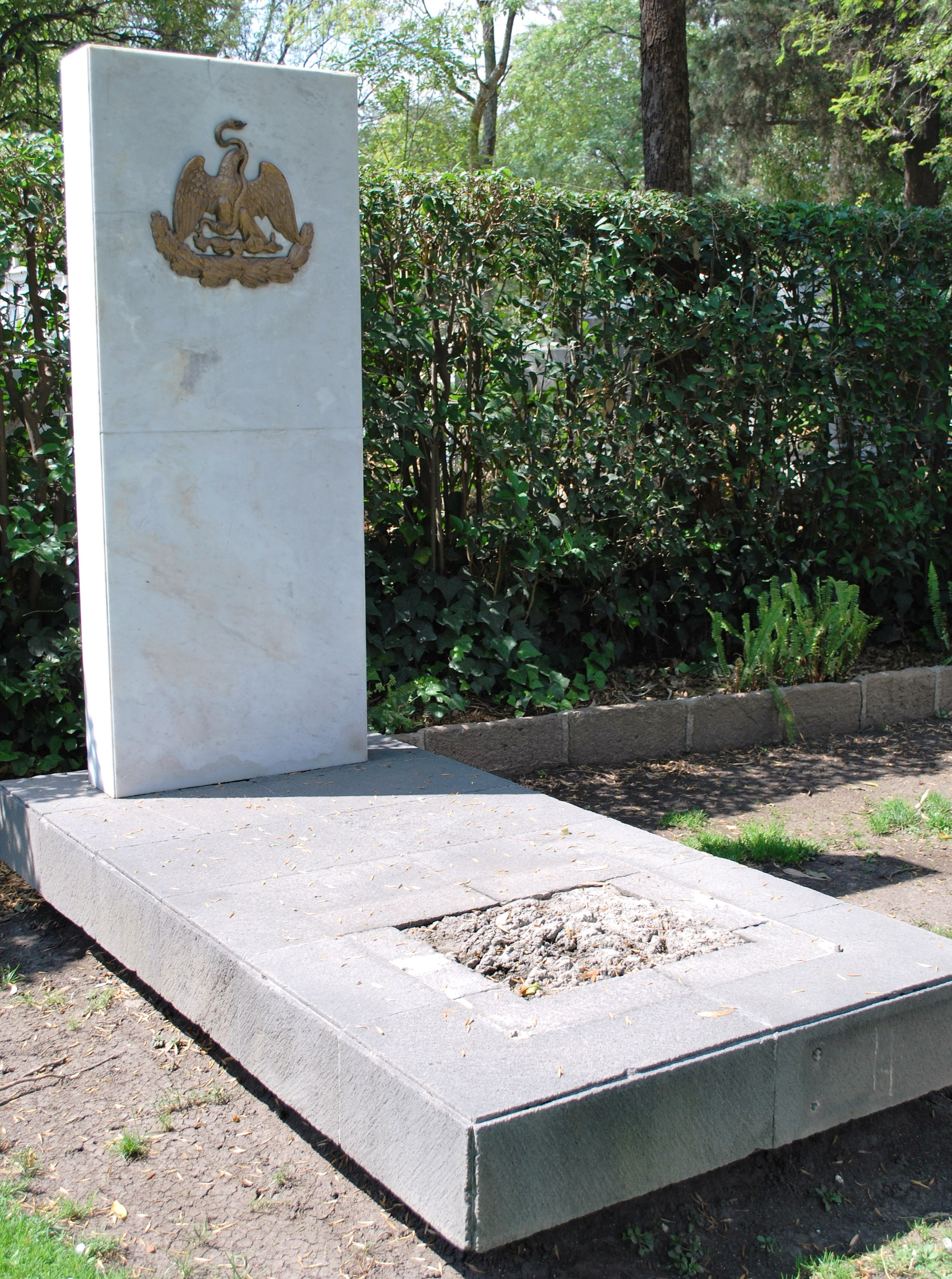
Grab von Santos Degollado

José Nemesio Francisco Degollado Sánchez, besser bekannt als Santos  Degollado (* 31. Oktober 1811 in Guanajuato; † 15. Juni 1861 in Salazar, Lerma, Estado de México), war ein mexikanischer Politiker und General.

## Leben
Aufgrund der beruflichen Tätigkeit seines Vaters verbrachte Santos Degollado einen Teil seiner Kindheit und Jugendzeit in Mexiko-Stadt.
Im Oktober 1828 kam er nach Morelia, wo er als Sachbearbeiter in einem Notariat und in der Domverwaltung arbeitete. 1846 wurde er zum Sekretär des Studienrats von Michoacán und zum Präsidenten des Verwaltungsrates zur Förderung des Kunsthandwerks (Fomento de Artesanos) ernannt.
Vom 27. März bis 6. Juli 1848 war Degollado Gouverneur des Bundesstaates Michoacán und vom 1. September 1855 bis zum 4. Januar 1856 Gouverneur des Bundesstaates Jalisco. Während seiner Amtszeit in dessen Hauptstadt Guadalajara genehmigte er das bereits seit 1838 beantragte Stadttheater, das bei der Eröffnung im Jahr 1866 nach ihm benannt wurde.
Als Verbündeter des neuen mexikanischen Präsidenten Benito Juárez wurde Degollado am 27. März 1858 zum Kriegsminister und zum General der mexikanischen Streitkräfte ernannt. Er verlor seinen Posten jedoch bereits 1859 wieder und wurde – wahrscheinlich wegen politischer Differenzen – strafrechtlich angeklagt.
Am 3. Juni 1861 wurde sein langjähriger Freund und Mentor Melchor Ocampo erschossen und sein Leichnam an einem Baum aufgehängt. Als Degollado davon erfuhr, bat er um Erlaubnis, die Mörder verfolgen zu dürfen. Bei einem Gefecht in der Nähe von Toluca kam Degollado durch einen Kopfschuss ums Leben.

## Ehrungen
Zunächst wurde Santos Degollado am Ort seines Todes begraben. Im darauffolgenden Jahr wurden seine sterblichen Überreste nach Mexiko-Stadt überführt, wo sein Leichnam heute auf dem Panteón Civil de Dolores bestattet ist. Knapp drei Wochen nach seinem Tod wurde er am 3. Juli 1861 vom mexikanischen Kongress wegen seiner Verdienste für das Vaterland ausgezeichnet. Die Stadt Huauchinango im Bundesstaat Puebla fügte seinen Nachnamen im selben Jahr dem Ortsnamen hinzu. Auch der Ort Santos Degollado im Municipio San Juan Bautista Guelache im Bundesstaat Oaxaca wurde nach ihm benannt.